# MPEG-7
MPEG-7 ist ein im Jahr 2002 verabschiedeter ISO-Standard (ISO/IEC 15938), der von der Moving Picture Experts Group, kurz MPEG, definiert wurde. MPEG-7 ist eine Kurzform, die eigentliche Bezeichnung lautet Multimedia Content Description Interface. Generell dient der Standard zur Beschreibung von multimedialen Daten mithilfe von Metainformationen. MPEG-7-Metadaten werden in Form eines oder mehrerer XML-Dokumente gespeichert. Neben der XML-Repräsentation der MPEG-7-Daten, die durch mehrere komplexe XML-Schemata festgelegt ist, existiert auch eine speicherplatzoptimierte binäre Repräsentation, genannt BiM.

## Anwendung
MPEG-7 ist im Gegensatz zu MPEG-1, MPEG-2 und MPEG-4 kein Kompressionsstandard für Video- oder Audiodaten. Es wird benutzt, um verschiedene Aspekte multimedialer Daten zu beschreiben. Unter anderem standardisiert MPEG-7 Metadaten für:
- das Management der Erzeugung, Produktion und Nutzung von Inhalten
- die Beschreibung von Inhalten in struktureller und semantischer Hinsicht,
- die Organisation von Inhalten,
- benutzerspezifische Daten wie Benutzerprofile und
- Aspekte des Zugriffs auf die Daten wie Ansichten und Zusammenfassungen.

Durch die Definition von MPEG-7-Descriptors und -Beschreibungsstrukturen wird es möglich, MPEG-7-Beschreibungen für die Anforderungen in den jeweiligen Applikationen zu erweitern. Wird nicht die volle Funktionalität von MPEG-7 benötigt, so kann mithilfe eines MPEG-7-Profils (Teil 9 des Standards) der Umfang hinsichtlich Descriptors und Description Schemes eingeschränkt werden.

## Hauptkomponenten
Der MPEG-7-Standard definiert im Wesentlichen drei Elemente:
Descriptors
- Descriptors werden zur Beschreibung der spezifischen Merkmale (Features) der zu beschreibenden Multimediadatei genutzt. Solche Merkmale können z. B. die Farbe oder der Titel einer Szene sein, aber auch semantische Beschreibungen dessen. Im Allgemeinen sind Descriptors die Repräsentation eines Features, das wiederum einen Datenausschnitt darstellt, der von einer gewissen Signifikanz für einen Anwender oder ein System ist.

Description Schemes
- Description Schemes sind vordefinierte Descriptorstrukturen, die zueinander in Beziehung gesetzt werden, wobei es sich auch um Beziehungen zwischen Descriptors und Description-Schemes oder auch die Beziehungen von Description-Schemes zueinander handeln kann.

Als Beispiel kann hier ein Film dienen, dessen Szenen einerseits inhaltlich beschrieben werden, wozu aber technische Beschreibungen (Farbe, Luminanz etc.) in Beziehung gesetzt werden.
Description Definition Language (DDL)
- Die DDL ist eine Sprache, mittels derer Descriptors und Description Schemes definiert und erweitert werden können. Es handelt sich um eine Erweiterung von XML Schema.

Durch die Definition von MPEG-7-Descriptors und -Beschreibungsstrukturen wird es möglich, MPEG-7-Beschreibungen für die Anforderungen in den jeweiligen Applikationen zu erweitern.
Mittels dieser Beschreibungsmethodik können Daten in unterschiedlichen Applikationsfeldern, wie sie im Rundfunk oder in multimedialen digitalen Bibliotheken verwendet werden, standardisiert abgelegt und ausgetauscht werden.

## Aufbau
Der MPEG-7-Standard ist derzeit in 10 Teilen organisiert.
Diese Organisation soll es ermöglichen, die einzelnen, hinter den jeweiligen Punkten stehenden Technologiefelder auch isoliert einsetzen zu können, was dem Toolbox-Prinzip der MPEG entspricht.
So kann beispielsweise der Umfang hinsichtlich Descriptors und Descriptor Schemes mittels Profilen (Teil 9) eingeschränkt werden, sofern deren volle Funktionalität nicht benötigt wird.
- Systems (beschreibt Speicherformat der MPEG-7-Dokumente)
- Description Definition Language (die DDL beschreibt die Syntax der MPEG-7-Beschreibungsstruktur)
- Visuelle Deskriptoren (erfassen Beschreibungsmerkmale von Bildern und Videos)
- Audiodeskriptoren (spezifizieren von Audiosignalen)
- Multimedia Description Schemes (die MDS spezifiziert eine Bibliothek an Beschreibungsstrukturen)
- Referenzsoftware (enthält Beispielimplementationen zur Erzeugung und Verarbeitung von MPEG-7 Descriptors)
- Konformität (Anleitungen zur Erfüllung der Konformitätsbedingungen, Qualitätskontrolle)
- Extraktion und Nutzung von Deskriptoren (Anleitung für den Umgang mit inhaltsbasierten Deskriptoren)
- Profile (Vereinfachung in der Nutzung durch Beschränkung hinsichtlich Beschreibungsumfangs)
- Schema Definitionen (sammelt die verwendeten XML-Schemata zusammen)

## MPEG-7-Software/-Demonstratoren
- Caliph & Emir: Erstellung und Suche von MPEG-7 Dokumenten für Bilddateien.
- IBM VideoAnnEx Annotation Tool: Erstellung von MPEG-7 Dokumenten für Videodateien. Features: Automatische Segmentierung, manuelle Verschlagwortung von Segmenten (Binary Release, proprietäre Lizenz)
- MPEG-7 Audio Encoder: Erstellung von MPEG-7-Dokumenten für Audiodateien auf Basis automatischer Extraction von Low-level-Metadaten, keine Benutzeroberfläche (Binary & Source Release, Java, LGPL)
- XM Feature Extraction Web Service: Die Funktionalitäten des eXperimentation Model werden als Web Services exponiert um Low-level MPEG-7 Visual Beschreibungen automatisch aus Images extrahieren zu können. (PDF; 811 kB)
- TU Berlin MPEG-7 Audio Analyzer (Web-Demo): MPEG-7 Dokumente (XML) werden für Audiodateien (WAV, MP3) erstellt. Alle 17 MPEG-7-Low-Level Audio-Deskriptoren sind implementiert.
- TU-Berlin-MPEG-7-Spoken-Content-Demonstrator (Web-Demo): Erstellt MPEG-7 Dokumente (XML) mit dem SpokenContent Deskriptor aus einem Sprachsignal (WAV, MP3).
- MP7JRS C++ Library Vollständige MPEG-7 Implementierung von Part 3, 4 und 5 (Visual, Audio und MDS) des Joanneum Research – Institut für Informations- und Kommunikationstechnologien, Audiovisuelle Medien Gruppe.